# Махненко, Владимир Иванович
Владимир Иванович Махненко (27 октября 1931, Черкассы — 2 января 2013, Киев) — украинский ученый в области сварки металлов и специальной металлургии, доктор технических наук, профессор, академик Национальной академии наук Украины.

## Биография
Родился 27 октября 1931 года в городе Черкассы.
В 1955 году окончил Одесский институт инженеров морского флота по специальности «Судостроение». В 1955-1959 годах работал в должности мастера, а затем старшим технологом корпусно-сварочного цеха завода «Красная Кузница» в Архангельске. В 1959 году поступил в аспирантуру Одесского института инженеров морского флота. В 1963 году после защиты кандидатской диссертации работал ассистентом кафедры технологии металлов этого же института.
В 1964 году был приглашен на работу в Институт электросварки имени Е. О. Патона АН УССР, где защитил докторскую диссертацию и с 1975 года возглавлял отдел математических методов исследования физико-химических процессов при сварке и спецэлектрометаллургии. Член-корреспондент АН УССР с 1978 года. Академик АН УССР с 18 мая 1990 года.
Умер в Киеве 2 января 2013 года.

## Научная деятельность
Признание получили исследования В. И. Махненко по прогнозированию комплекса физических параметров при сварке современных конструкционных материалов, которые определяют качество сварного соединения и работоспособность сварной конструкции: размеры и форму зоны проплавления, термические циклы, микроструктуру и свойства металла сварного шва и зоны термического влияния, кинетику напряжений, деформаций и перемещений в процессе сварочного нагрева, риск возникновения горячих и холодных трещин, распределение остаточных напряжений и их влияние на предельное состояние сварных узлов при статических или переменных внешних нагрузках. На основе этих теоретических работ совместно с различными отраслевыми научно-исследовательскими учреждениями и промышленными предприятиями разработаны оптимальные варианты конструктивных и технологических решений для ряда новых сварных конструкций, в частности, позволяющих стабилизировать горение дуги.
В последние годы В. И. Махненко активно работал над актуальной проблемой анализа работоспособности и ресурса безопасной эксплуатации сварных конструкций и сооружений, в том числе, объектов энергетики Украины и магистральных трубопроводов. Разработанные под его руководством методы оценки допустимости выявленных дефектов в рамках идеологии «прогнозирование и предупреждение» в целом ряде случаев дали возможность отказаться от преждевременных ремонтов сварных конструкций ответственного назначения. В частности, им обоснована возможность ремонта сваркой дефектных участков магистральных трубопроводов без вывода их из эксплуатации. Использование методических основ анализа надежности сварных конструкционных элементов реакторов атомных электростанций Украины, разработанных В. И. Махненко, позволили решить ряд проблем обеспечения необходимого уровня безопасности их эксплуатации.
Автор более 350 научных публикаций, в том числе 13 монографий.
Подготовил 5 докторов и более 25 кандидатов наук.

## Награды
Заслуженный деятель науки и техники Украины (с 2004 года), лауреат Государственной премии Украины в области науки и техники (за 2008 год; за разработку и внедрение технологий ремонта магистральных трубопроводов под давлением).
Награждён орденом «Дружбы народов», орденом «За заслуги» II степени (2011), медалями.